# Festival international des arts de la rue de Chassepierre
Le Festival international des arts de la rue de Chassepierre, qui a lieu l'avant-dernier week-end du mois d'août, est un festival de renommée internationale. Il se déroule annuellement à Chassepierre, en Belgique, dans la province de Luxembourg.
Actuellement, il regroupe une cinquantaine de compagnies professionnelles de toutes disciplines (acrobates, musiciens, comédiens, danseurs...) et de toutes nationalités. Il reçoit la visite de plus de  30 000 spectateurs durant deux jours.

## Historique

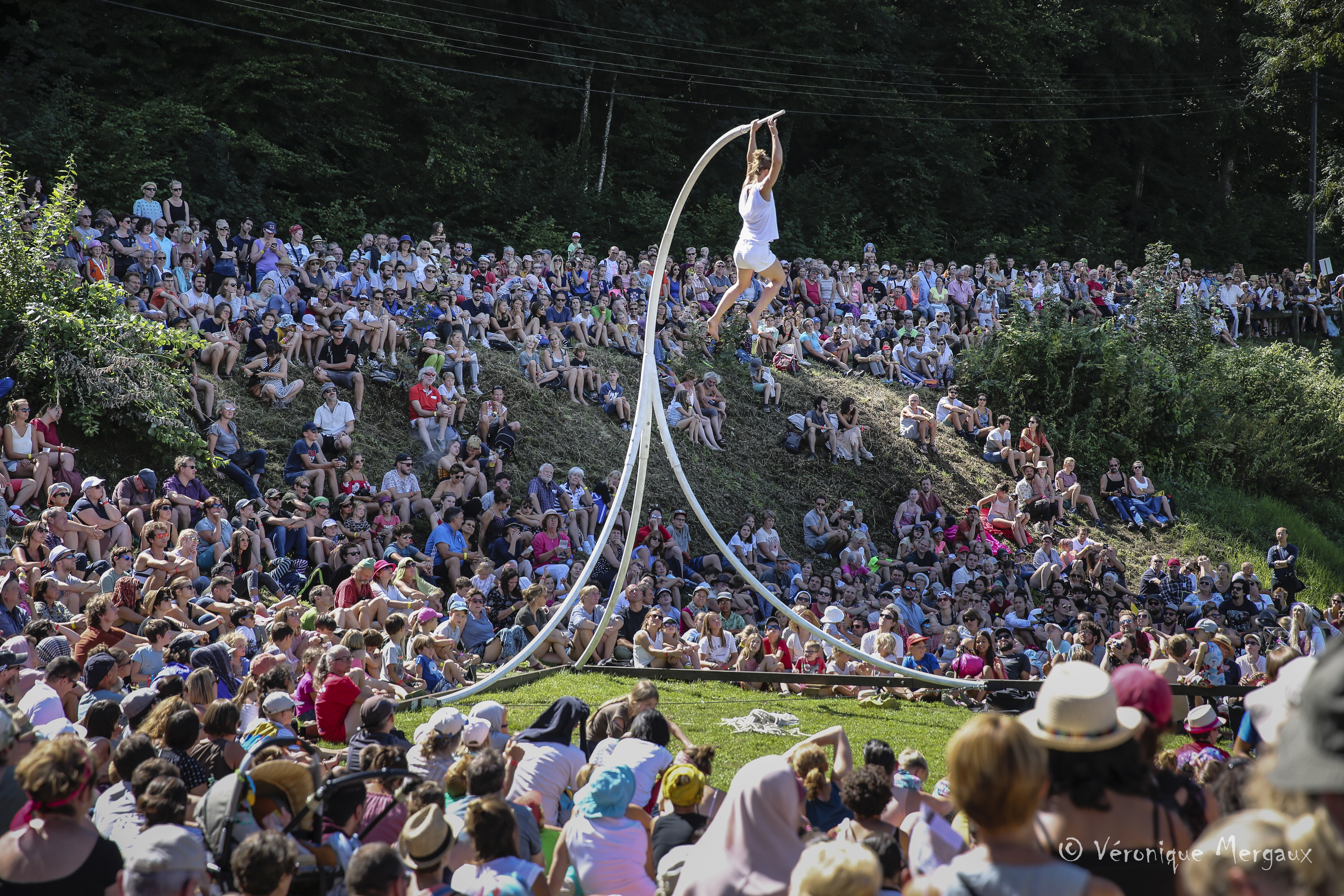
Festival de Chassepierre, 2018

En 1972, quelques artistes dont la poétesse Marie Fizaine et l’écrivain Georges Linze décident d'organiser La fête des Artistes.
En 1973, Alain Schmitz, animateur au foyer culturel de Florenville devient directeur artistique. Pour sa première édition officielle et sous l'impulsion du comité de village, une rue entière accueille; en plus des poètes; des spectacles de théâtre de rue.
Ensuite, une ASBL est créée : Fête des Artistes de Chassepierre, afin de gérer les budgets du festival, devenus plus importants. C'est un habitant du village, Marc Poncin qui devient président. Le festival s'étend de plus en plus jusqu'à occuper tout le village.
En 2003, le festival s'agrandit et occupe désormais également les pâtures de l’autre côté de la Semois. La traversée est possible via une passerelle provisoire. Celle-ci est remplacée en 2013 par une construction fixe sur les piliers de l’ancien pont du vicinal.
En 2016, s'est déroulée la 43e édition, rassemblant plus de 50 compagnies originaires de Belgique, mais aussi des Pays-Bas, de France, d'Espagne, d'Italie, d'Autriche et de Grande-Bretagne.